# Pyxine desudans
Pyxine desudans är en lavart som beskrevs av Kalb. Pyxine desudans ingår i släktet Pyxine och familjen Physciaceae.   Inga underarter finns listade i Catalogue of Life.